# ГЕС Се-Піан – Се-Намной
ГЕС Се-Піан – Се-Намной – гідроелектростанція, що споруджується у південно-східній частині Лаосу. Використовуватиме ресурс із правих приток Секонгу, який тече через Лаос у південному/південно-західному напрямку та вже на території Камбоджі зливається з Тонле-Сан і невдовзі впадає ліворуч до Меконгу (басейн Південно-Китайського моря).
Праву сторону долини Секонгу формує уступ плато Болавен, стрімкий урив якого створює гарні умови для розвитку тут гідроенергетики. Наявний перепад висот вже використовується ГЕС Houay Ho (150 МВт) та ГЕС Houay Lamphan Gnai (88 МВт), і подібну, але суттєво потужнішу схему, обрали для станції Се-Піан – Се-Намной, назва якої походить від двох правих приток Секонгу. В межах останнього проекту передбачається спорудити три греблі:
- на Се-Намной кам’яно-накидну з глиняним ядром висотою 74 метри та довжиною 1600 метрів. Разом з шістьома бічними дамбами (A, B, C, D, E, F) вона утримуватиме водосховище з площею поверхні 483 км2 та об’ємом 1,43 млн м3;
- на Се-Піан комбіновану бетонну/кам’яно-накидну з глиняним ядром висотою 48 метрів та довжиною 1307 метрів, що створить резервуар з площею поверхні 3,4 км2 та об’ємом 29 млн м3;
- бетонну водозабірну висотою 8,5 метра на Houay Makchan (ліва притоку Се-Намной, яка впадає в останню нижче за греблю Се-Намной).
Від Houay Makchan вода прямуватиме до сховища Се-Піан по тунелю довжиною 0,33 км, тоді як перекидання ресурсу з Се-Піан до головного сховища Се-Намной потребуватиме тунелю довжиною 7,96 км. Із резервуару Се-Намной до схилу плато прокладуть дериваційний тунель довжиною 13,6 км з діаметром від 4,4 до 5 метрів. На завершальній стадії він сполучатиметься з запобіжною балансувальною камерою висотою 217 метрів з діаметром від 8 до 14 метрів. Далі ресурс потраплятиме у напірну шахту 458 метрів з діаметром 4,4 метри, за якою починатиметься горизонтальна ділянка високого тиску довжиною 1,56 км зі спадаючим діаметром від 4,4 до 3,6 метра. У підсумку вода надходитиме до машинного залу по напірному водоводу довжиною 0,77 км з діаметром 3,6 метра.
Основне обладнання станції становитимуть чотири гідроагрегати – три з турбінами типу Френсіс потужністю по 123 МВт та один з турбіною Пелтон потужністю 40 МВт. При напорі у 650 метрів вони забезпечуватимуть виробництво 1,86 млрд кВт-год електроенергії на рік.
Відпрацьована вода по відвідному каналу довжиною 6,3 км потраплятиме до Секонгу.
90% електроенергії подаватиметься на експорт до Таїланду по ЛЕП, розрахованій на роботу під напругою 230 кВ. Частина продукції надходитиме у місцеву мережу за допомогою ЛЕП з напругою 115 кВ.
Проект, введення якого в експлуатацію заплановане на 2019 рік, реалізують південнокорейські компанії SK Engineering and Construction (26%) та Korea Western Power (25%), тайська Ratchaburi Electricity Generating Holding (25%) і місцева державна Lao Holding State Enterprise (24%). 
25 липня 2018 року на будівництві сталась катастрофа, пов'язана з проривом на сховищі Се-Намной бічної дамби D. Внаслідок цього загинули 20 та пропали безвісти 100 осіб, а обсяг витоку оцінили у 175 млн м3.